# Chloridolum cupreoviride
Chloridolum cupreoviride är en skalbaggsart som först beskrevs av J. Linsley Gressitt 1942.  Chloridolum cupreoviride ingår i släktet Chloridolum och familjen långhorningar. Inga underarter finns listade i Catalogue of Life.